# Văleni (gmina w okręgu Aluta)
Văleni – gmina w Rumunii, w okręgu Aluta. Obejmuje miejscowości Mândra, Popești, Tirișneag i Văleni. W 2011 roku liczyła 2826 mieszkańców.